# 546-та гренадерська дивізія (Третій Рейх)
546-та гренадерська дивізія (Третій Рейх) (нім. 546. Grenadier-Division) — гренадерська піхотна дивізія Вермахту за часів Другої світової війни.

## Історія
546-та гренадерська дивізія сформована 7 липня 1944 року в ході 29-ї хвилі мобілізації у XVII військовому окрузі, як «дивізія-тінь» (нім. Schatten-Division). Але вже 19 липня усі підрозділи 546-ї гренадерської дивізії були передані на доукомплектування 45-ї гренадерської дивізії.

## Райони бойових дій
- Німеччина (липень 1944)

## Командування

### Командири
- генерал-майор Ріхард Даніель (нім. Richard Adolf Daniel) (7 — 19 липня 1944).

### Склад
| 1944                                      |
| ----------------------------------------- |
| 1088-й гренадерський полк                 |
| 1089-й гренадерський полк                 |
| 1090-й гренадерський полк                 |
| 1046-й артилерійський полк                |
| 546-та фузилерна рота                     |
| 65-та рота зв'язку                        |
| 1546-те дивізійне управління забезпечення |